# Jenny Gal
Pour les articles homonymes, voir Gal.
Jennifer Eva Carolina "Jenny" Gal, née le 2 novembre 1969 à Uccle, est une judokate néerlandaise et italienne.
Elle est la femme du judoka italien Giorgio Vismara et la sœur de la judokate néerlandaise Jessica Gal.

## Palmarès
| Année | Compétition           | Lieu       | Résultat | Catégorie      |
| ----- | --------------------- | ---------- | -------- | -------------- |
| 1988  | Championnats d'Europe | Pampelune  | 3e       | Moins de 56 kg |
| 1989  | Championnats d'Europe | Helsinki   | 3e       | Moins de 56 kg |
| 1995  | Championnats d'Europe | Birmingham | 1re      | Moins de 61 kg |
| 1995  | Championnats du monde | Chiba      | 2e       | Moins de 61 kg |
| 1996  | Championnats d'Europe | La Haye    | 3e       | Moins de 61 kg |
| 1996  | Jeux olympiques       | Atlanta    | 3e       | Moins de 61 kg |

| Année | Compétition           | Lieu       | Résultat | Catégorie      |
| ----- | --------------------- | ---------- | -------- | -------------- |
| 1999  | Championnats d'Europe | Bratislava | 2e       | Moins de 63 kg |